# Il figlio di Frankenstein
Il figlio di Frankenstein (Son of Frankenstein) è un film del 1939 diretto da Rowland V. Lee.
In questo terzo capitolo della serie Universal dedicata al mostro di Frankenstein, il primo non diretto da James Whale, la creatura è nuovamente muta, circostanza motivata dal fatto che il mostro era rimasto danneggiato da un fulmine, ed è interpretata per l'ultima volta da Boris Karloff. Sebbene non all'altezza dei primi capitoli, Frankenstein e La moglie di Frankenstein, il film di Lee è considerata come "l'ultimo dei grandi film su Frankenstein" prodotti dalla Universal in quegli anni.

## Trama
Tra l'ostilità degli abitanti del villaggio, Wolf von Frankenstein riprende possesso, con la moglie Elsa e il figlioletto Peter, del castello in cui il padre Henry aveva generato il mostro, trovando poi la morte. L'unico amico di Wolf è l'ispettore Krogh.
Wolf fa presto conoscenza con Ygor, un fabbro demente sopravvissuto all'impiccagione, che gli mostra che la creatura creata del padre non è andata distrutta durante l'esplosione del laboratorio (del film precedente) e Wolf pensa di ridarle la vita per dimostrare agli abitanti del villaggio che il padre aveva ragione.
Quando il Mostro torna in vita però, esso si dimostra di nuovo muto e con un danno cerebrale. Ygor decide quindi di servirsene facendogli compiere una serie di omicidi contro quelli che lo avevano impiccato. Wolf viene a saperlo e dopo aver lottato contro Ygor gli spara, apparentemente uccidendolo, nel mentre il Mostro rapisce Peter.
Aiutato da Krogh, Wolf Frankenstein salva il figlio e sconfigge il Mostro, facendolo cadere in una fossa di zolfo fuso.

## Produzione

### Sviluppo

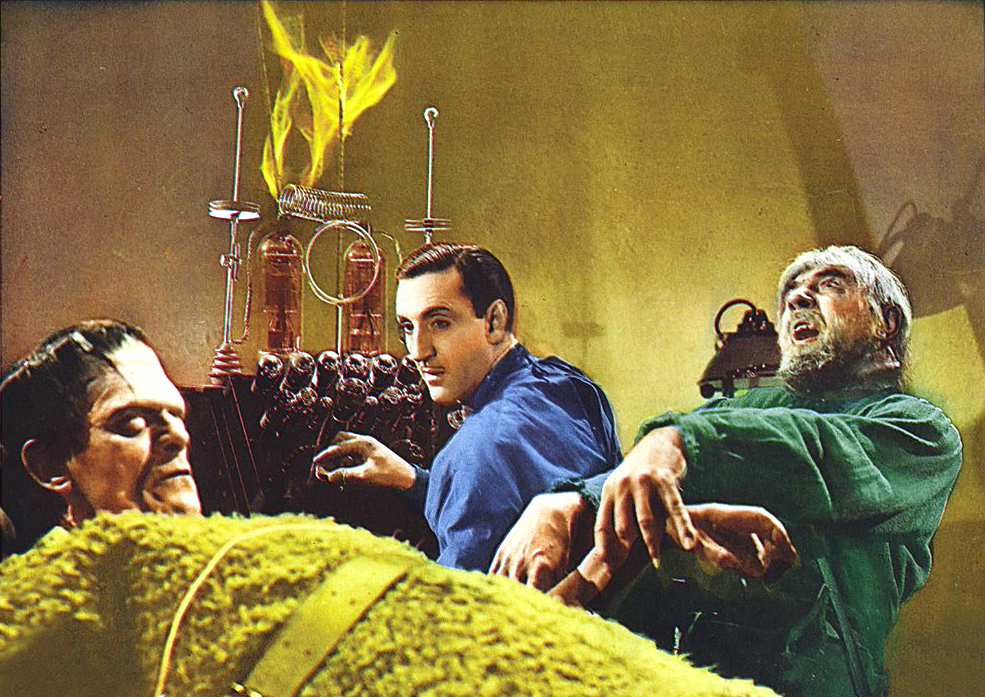
Boris Karloff, Basil Rathbone e Bela Lugosi in una locandina del film colorata artificialmente.

Dopo l'uscita de La figlia di Dracula nel maggio del 1936, tutte le produzioni di film horror furono sospese dai programmi della Universal Pictures. La produzione di film horror riprese dopo una pausa di due anni con l'annuncio del sequel de La moglie di Frankenstein nell'agosto del 1938. Nello stesso periodo, la Universal cominciò a negoziare con Boris Karloff, interprete del mostro, per averlo in due film horror, il primo dei quali sarebbe stato proprio il terzo film su Frankestein intitolato inizialmente After Frankestein.
James Whale, il regista dei primi due film, non tornò a girare il terzo. La Universal assunse il regista e produttore Rowland V. Lee, che all'epoca aveva 45 anni ed era nel settore cinematografico da quando ne aveva 19. Il figlio di Frankenstein fu il secondo film di Lee per la Universal.
Ad affiancare Karloff venne assunto Bela Lugosi che, in quel periodo, stava affrontando un difficile periodo economico, anche a causa della sospensione del film horror. L'attore era costretto ad accettare piccole parti in film di serie B, guadagnando stipendi miseri. Lee aveva molto a cuore la situazione di Lugosi e si indignò quando apprese che lo studio gli avrebbe pagato solo 500 dollari a settimana per il suo lavoro. Pare che Lee, deciso ad aiutare l'attore, convinse la produzione a dargli un ruolo più ampio, così da averlo ogni giorno sul set e fargli guadagnare uno stipendio più alto. Lugosi fu eternamente grato a Lee per avergli dato un ruolo principale nel film, permettendogli di riaccendere la sua carriera in un momento in cui stava andando a rotoli. Peter Lorre e Claude Rains vennero considerati per il ruolo di Wolf Frankenstein, ma alla fine la parte venne affidata a Basil Rathbone. Tra gli altri attori c'era Josephine Hutchinson, che aveva firmato un contratto per due film con Universal. La parte del giovane Peter fu interpretata da Donnie Dunagan, che descrisse la sua performance come "banale".
Visto che il libro di Mary Shelley era stato sfruttato fino in fondo, lo studio chiamò lo sceneggiatore Wyllis Cooper per scrivere una sceneggiatura completamente originale. Cooper, creatore dello show radiofonico Lights Out, presentò una sceneggiatura originale per Il figlio di Frankenstein che fu inizialmente rifiutata. Questa sceneggiatura, datata 20 ottobre 1938, coinvolgeva Wolf, sua moglie Else e il loro giovane figlio Erwin che arrivano al Castello Frankenstein per reclamare la loro eredità. Il testamento del padre di Wolf stabilisce che il mostro deve rimanere inattivo per almeno 25 anni dopo l'esplosione della torretta prima che possa essere reclamata qualsiasi eredità. La sceneggiatura originale di Cooper conteneva diversi riferimenti a La moglie di Frankenstein, inclusa la scoperta dei resti scheletrici del Dottor Pretorius e della Moglie di Frankenstein. La trama proseguiva con il mostro che sopravvive all'esplosione alla fine del film del 1935 e affronta Wolf per farsi fare un amico, minacciando di uccidere Elsa ed Erwin se Wolf disobbedisce.  L'antagonista di Wolf in questa sceneggiatura è l'Ispettore Neumüller, che giura vendetta contro il mostro per aver ucciso suo padre. Dopo che Wolf fallisce nel creare un amico per il mostro usando cadaveri, il mostro rapisce Erwin con l'intenzione di portarlo nel laboratorio e sottoporlo a un intervento chirurgico al cervello. Viene fermato quando Wolf entra, e Neumüller e le sue forze sparano al mostro, che cade in una fossa.
La sceneggiatura fu modificata mantenendo intatti la maggior parte dei personaggi; Neumüller divenne Krogh, che ha perso un braccio invece di un padre, e il nome del bambino fu cambiato in Peter. La nuova versione eliminò anche la capacità del mostro di parlare e aggiunse il personaggio di Ygor.

### Riprese
Lee considerò brevemente l'idea di girare Il figlio di Frankenstein a colori con il Technicolor ma abbandonò questa idea dopo che il trucco di Karloff apparve scadente nei test a colori del direttore della fotografia George Robinson. Il budget iniziale era di 250.000 dollari, ma poi aumentò a 300.000 dollari.
La produzione iniziò il 17 ottobre 1938, ma le riprese furono ritardate fino al 9 novembre a causa dell'insoddisfazione di Lee per la sceneggiatura di Cooper. Il cast era già sotto contratto, quindi lo studio ordinò a Lee di procedere. La mancanza di una sceneggiatura completata fece sì che gli attori ricevessero pagine appena scritte pochi minuti prima che le scene fossero pronte per essere girate. La data di conclusione della produzione fu posticipata dal 10 al 17 dicembre. Secondo l'attrice Josephine Hutchinson, il regista Lee fece alcune riscritture sul set.
Le riprese furono ulteriormente ritardate da problemi come pioggia e freddo, che costrinsero Lee a fermare alcune riprese.  Nel numero del 30 novembre di The Hollywood Reporter, la Universal annunciò che il personale addetto al montaggio e alla colonna sonora era stato raddoppiato per rispettare la data di uscita programmata. Il 24 dicembre, le riprese non erano ancora terminate e il cast e la troupe lavorarono fino alle 18:15 invece del consueto termine a mezzogiorno.
La produzione del film fu completata il 5 gennaio 1939. Durante le riprese, Dunagan notò che Karloff non amava il ruolo del mostro.  Non a caso, Il figlio di Frankenstein fu l'ultimo film di Karloff nei panni del personaggio (lo interpretò sporadicamente nello show televisivo Route 66 e in una partita di baseball). Nel 1948, Karloff affermò: "Dopo Il figlio di Frankenstein, decisi che il personaggio non aveva più potenzialità – il trucco faceva tutto il lavoro. Chiunque possa sopportare quel trucco ogni mattina merita rispetto".
La prima versione del film durava oltre 100 minuti, ma venne ridotta. Il costo finale della produzione fu di 420.000 dollari.

## Accoglienza e critica

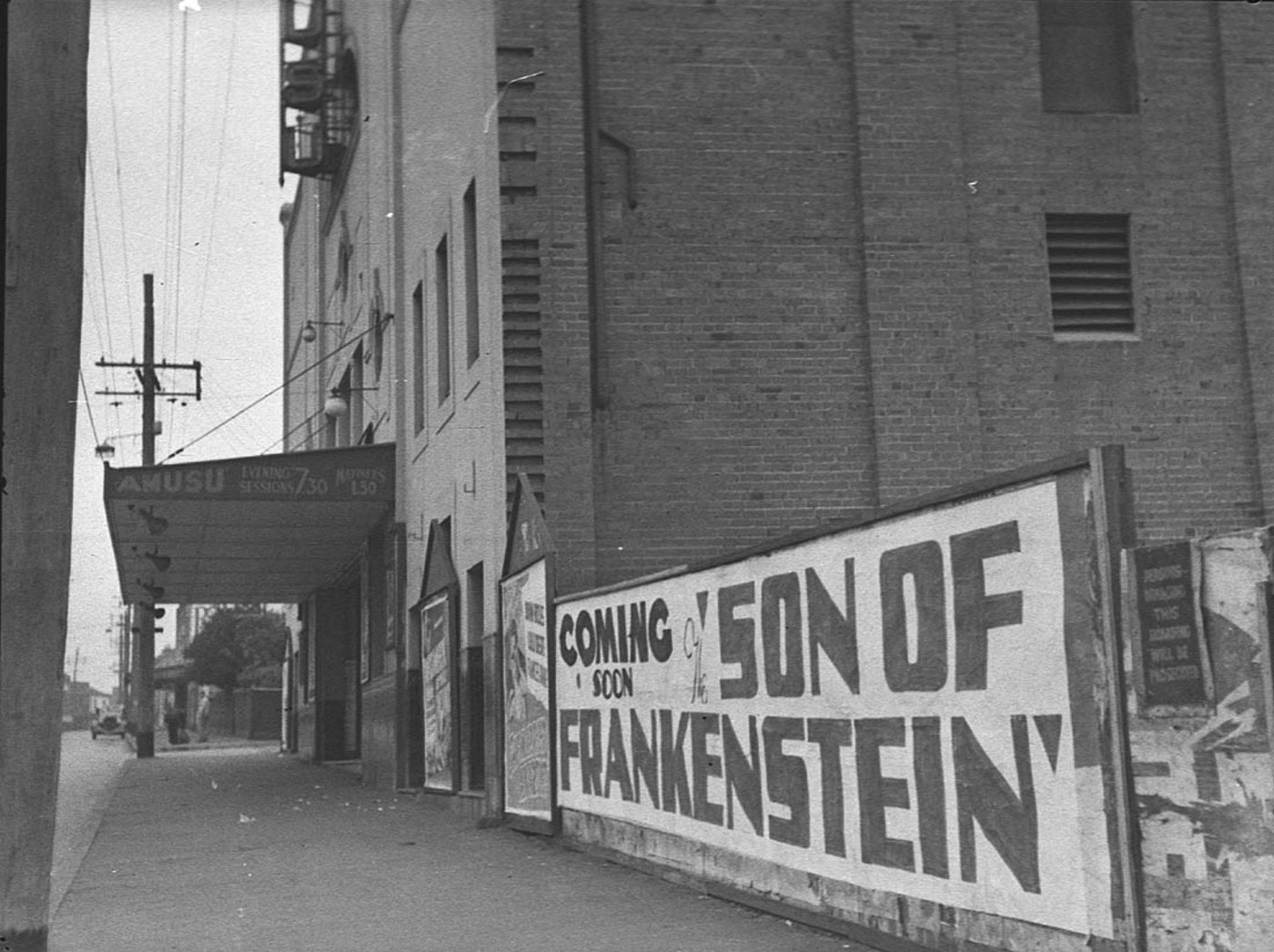
Cartellone promozionale del film.

Il figlio di Frankenstein fu distribuito nelle sale il 13 gennaio 1939, ottenendo un buon successo al botteghino statunitense. Alla sua uscita divenne il film horror ad aver incassato di più a Los Angeles, Boston e Richmond nel primo weekend di programmazione e ricevette critiche positive rispetto ad altre pellicole di quel genere uscite in quegli anni.
The Hollywood Reporter disse che il film era "un colpo da maestro per questo tipo di produzione, recitazione ed effetti", sottolineando che la regia di Lee "mantiene un'atmosfera cupa e inquietante, gestendo molto bene l'umorismo macabro presente". The Motion Picture Herald descrisse il film come "un capolavoro nella dimostrazione di come le ambientazioni e gli effetti possano diventare punti di forza che enfatizzano il melodramma letterario". Kate Cameron del New York Daily News dichiarò che che Lee aveva "creato un'atmosfera inquietante per la storia, inserendo abbastanza horror da far rabbrividire gli spettatori".
B. R. Crisler del New York Times definì Il figlio di Frankenstein come "la pellicola più sciocca mai realizzata", sottolineando una "sciocchezza molto astuta, perpetrata da un buon regista nelle migliori tradizioni dell'horror cinematografico". Variety definì il film "ben realizzato, ben diretto e con un cast di artisti capaci". Monthly Film Bulletin, pur criticando l'atmosfera come molto lontana dalla realtà quotidiana, definì la produzione come "buona e di alta qualità tecnica" e lodò le performance di Rathbone e Atwill.
Secondo gli autori del libro Universal Horrors (2007), Il figlio di Frankenstein è "l'ultimo dei grandi film su Frankenstein" e ogni aspetto del film, dalla recitazione agli aspetti tecnici, è di prima qualità. Sempre per gli autori del libro, il film è "grandioso nella sua portata, magnifico nel design", sostituendo il romantico e delicato sapore di La moglie di Frankenstein con un approccio all'orrore più crudo e espressionistico.  Jim Hoberman della Village Voice nel 2011 ha elogiato la performance di Lugosi nel ruolo di Ygor, affermando che "ruba praticamente la scena in quello che è il suo ultimo grande ruolo". Richard Gilliam di AllMovie disse che il film era insolito per la sua alta qualità nonostante sia il terzo della serie, notando una "storia forte, buoni motivi produttivi ereditati e un cast eccellente", pur reputandolo inferiore ai due precedenti film su Frankenstein.
Nel libro The Definitive Guide to Horror Movies (2018), Kim Newman affermò che Lugosi aveva realizzato la sua "migliore interpretazione sullo schermo", mentre Atwill e Rathbone fecero pesare l'assenza del regista britannico James Whale. Phil Edwards disse che Il figlio di Frankenstein non era "particolarmente originale" e che la trama piuttosto scontata indicava la triste direzione che avrebbero preso successivamente gli horror della Universal. James Marriott liquidò il film come inferiore ai precedenti diretti da Whale, trovando la trama "estremamente disomogenea" e affermando che "Karloff recita in modo svogliato, lasciando a Lugosi il compito di brillare".

## Analisi del film

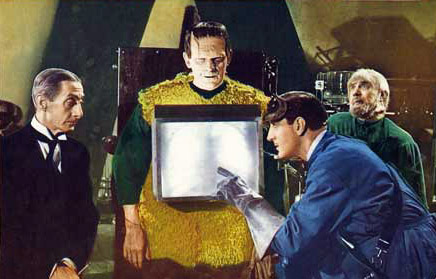
Immagine colorata successivamente

Questo film segna l'ultima interpretazione di Boris Karloff nel ruolo del mostro di Frankenstein. Karloff aveva lottato per mantenere l'integrità del personaggio nei primi film, evidenziando la sua umanità e la ricerca di comprensione e affetto. Tuttavia, Il figlio di Frankenstein segna un cambiamento nel personaggio del mostro rispetto al precedente La moglie di Frankenstein. In questo film la creatura è più opaca e nuovamente muta, circostanza motivata dal fatto che il mostro era rimasto danneggiato da un fulmine. Inoltre, curiosamente il mostro indossa un enorme gilet di pelliccia, mai visto nelle precedenti due pellicole di Frankenstein.
Bela Lugosi, invece, offre un ritratto straordinario del suo personaggio di Ygor, un vecchio ladro di cadaveri astuto e ingannevole, il cui collo è orribilmente deformato a causa di un'impiccagione mal riuscita. Abbandonando la sua solita voce potente, Lugosi interpreta il ruolo con una voce rauca e quasi sussurrata, sfruttando il suo famoso accento. Questa interpretazione, priva dei suoi consueti manierismi, è considerata da molti la sua migliore performance.
La regia di Lee riprende lo stile espressionista tedesco abbandonato in parte da James Whale, con scenografie che ricordano opere come Il gabinetto del dottor Caligari.  I set vennero progettati in modo creativo e distintivo rispetto ai film precedenti su Frankenstein, presentando alcune incoerenze rispetto alle ambientazioni originali. Un cambiamento significativo è l'introduzione della tecnologia moderna nel film, come i microscopi, e l'idea che Henry Frankenstein abbia utilizzato "raggi cosmici" per dare vita alla creatura.

## Influenza culturale
Il soggetto e le atmosfere del film possono essere riconosciute nella rielaborazione in chiave comica Frankenstein Junior.

## Edizioni home video

### Edizione italiana
Nell'edizione in DVD della Universal all'interno del cofanetto Frankenstein - The Legacy Collection il doppiaggio italiano è completamente rifatto, così come nel Blu-ray Disc della stessa casa. Solo i successivi DVD prodotti dalla Sinister Film e dalla A&R Productions contengono ancora il doppiaggio originale. L'edizione italiana originale fu tuttavia privata di alcune scene - probabilmente per censura - che di conseguenza non furono doppiate.